# Umfredo
Umfredo  è un nome proprio di persona italiano maschile.

## Varianti
- Maschili: Unfredo, Umfrido, Unfrido, Umperio

### Varianti in altre lingue
- Francese antico: Onfroi[1]
- Germanico: Hunfrid[1]
- Inglese: Humphrey[1][2], Humphry[1]
- Inglese antico: Hunfrið[1][2]

## Origine e diffusione
Deriva dal nome germanico Hunfrid; è composto dalle radici hun ("guerriero" o "forza", o anche "cucciolo d'orso") e frid ("pace"). Il significato può quindi essere "pacifico guerriero".
Venne introdotto in Inghilterra dai Normanni, andando a rimpiazzare il nome imparentato inglese antico Hunfrið, e il suo uso proseguì ininterrotto per il Medioevo.

## Onomastico
L'onomastico si può festeggiare l'8 marzo in ricordo di sant'Unfrido, vescovo di Thérouanne, oppure il 19 giugno in memoria del beato Umfrido Middlemore, monaco certosino e martire a Londra con altri compagni.

## Persone

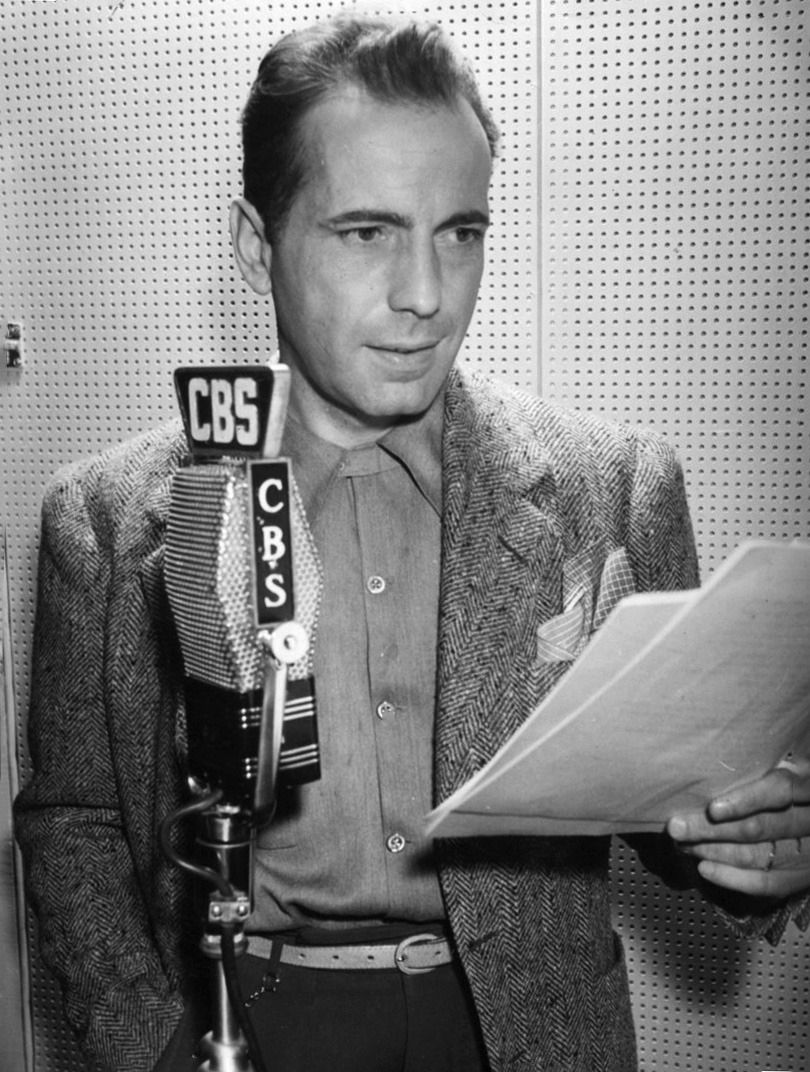
Humphrey Bogart

- Umfredo d'Altavilla, cavaliere normanno
- Umfredo I di Toron, signore di Toron
- Umfredo II di Toron, signore di Toron e connestabile del Regno di Gerusalemme
- Umfredo III di Toron, signore di Oltregiordano
- Umfredo IV di Toron, signore di Toron e di Oltregiordano
- Umfredo Plantageneto, duca di Gloucester, principe inglese

### Variante Humphrey

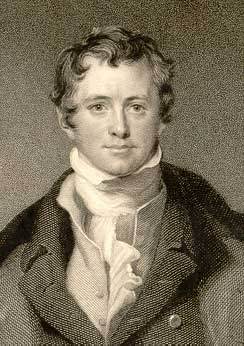
Humphry Davy

- Humphrey Bogart, attore statunitense
- Humphrey Carpenter, scrittore britannico
- Humphrey Cobb, sceneggiatore e scrittore canadese
- Humphrey de Bohun, II conte di Hereford, nobile britannico
- Humphrey de Bohun, III conte di Hereford, nobile britannico
- Humphrey de Bohun, IV conte di Hereford, nobile britannico
- Humphrey di Bohun, VII conte di Hereford, nobile britannico
- Humphrey Jennings, regista britannico
- Humphrey Lloyd, fisico irlandese
- Humphrey Marshall, politico statunitense
- Humphrey Stafford, I duca di Buckingham, militare britannico
- Humphrey Richard Tonkin, esperantista e letterato britannico naturalizzato statunitense

### Variante Humphry
- Humphry Davy, chimico britannico

## Il nome nelle arti
- Humphrey Bear è un personaggio Disney.
- Umperio Bogarto è un personaggio Disney.